# Chère Marianne
Chère Marianne est une série télévisée franco-belge en 5 épisodes créée par Pierre Joassin. Michaëla Watteaux a réalisé le deuxième épisode et Bernard Uzan les épisodes suivantes.  La série a été diffusée conjointement du 11 novembre 1999 au       30 décembre 2004 sur TF1 et la RTBF, qui en ont permis la production par les entreprises FIT Productions et K2 SA.

## Synopsis
Marianne Rivais est une personne entreprenante et courageuse qui compte parmi les rares femmes sous-préfets. Lorsqu'elle arrive dans la sous-préfecture du Loir-et-Cher où elle est mutée, elle doit affronter les pouvoirs locaux afin de mener à bien son travail d'administration. Ses missions sont souvent perturbées par ses enfants, qui lui reprochent de devoir déménager fréquemment et de ne pouvoir avoir une vie normale. Son mari, Jean Rivais, est un professeur de la Sorbonne et un brillant historien, qui n'hésite pas à utiliser son pouvoir de séduction pour l'aider.

## Fiche technique
- Titre : Chère Marianne
- Réalisation : Pierre Joassin, Michaëla Watteaux et Bernard Uzan
- Assistants de la réalisation : Leslie Tabuteau et Olivier Breton
- Musique : Didier Vasseur, Piere Bréard, Anne-Olga de Pass
- Décors : Jean-Jacques Gernolle
- Régie : Fabienne Guillot et Olivier Guedj
- Image : Eric Peckre
- Cadreur : Nicolas Eprendre
- Ingénieur du son : Dominique Duchatelle, assisté de Jérôme Coïc
- Montage : Emmanuèle Labbé, Myriam Cadène
- Montage son et musique : Pierre Molin et Laurent Ohayon
- Chauffeur Sécurité Guy BEDOS : Alain ATTRAZIC
- Sociétés de production : TF1 et la RTBF
- Genre : comédie dramatique
- Pays d'origine :  France et  Belgique
- Tout public

## Distribution
- Anny Duperey : Marianne Rivais
- Guy Bedos : Jean Rivais
- Sarah-Laure Estragnat (épisode 1) Mélanie Doutey: Camille Rivais
- David Houri : Cyril Rivais
- Olivia Brunaux : Sylvia
- Patrick Rocca : Paul Valet
- Julien Boisselier : Romain
- Frédéric van den Driessche : Georges Renaud
- André Penvern : le Préfet
- Bernard Farcy : Jean-Claude Vilard
- Jocelyn Quivrin : Stéphane
- Annie Grégorio : Mlle Minondo
- Thierry Heckendorn : le Commissaire
- François Berland : Dubosc
- Silvie Laguna : Agnès
- Antoine Coesens : Inspecteur Duroy
- Blanche Raynal : Mlle Pradier
- Pierre-Arnaud Juin : Régis
- Guillaume de Tonquédec : Dimitri

## Épisodes
1. Chère Marianne
2. L'Enfant des buissons
3. La Sous-préfète aux champs
4. Incident diplomatique
5. Cellule Familiale